# UR Samtiden
UR Samtiden är ett tv-program som visas i Kunskapskanalen och på UR Play, producerat av Utbildningsradion ("UR").
Programmet hade premiär den 18 januari 2010 och ersatte tillsammans med SVT Forum det tidigare programmet 24 Direkt. Programidén bygger på amerikanska C-SPAN. Programmet har ett folkbildande uppdrag och sänds normalt sju dagar i veckan, vardagar 14:00-17:00 och helger 09:00-15:00 och sänder samtal, debatter och föreläsningar om samhälle, kultur och naturvetenskap.
UR Samtiden slutade sändas under 2024.